# Cifelliodon
Cifelliodon es un género extinto de mamífero haramidio del Cretácico Inferior de América del Norte. Es un protomamífero, y es uno de los últimos haramidios conocidos hasta ahora, perteneciente a la familia Hahnodontidae. Su descubrimiento llevó a la propuesta de eliminar los hahnodóntidos del grupo más grande conocido, los multituberculados.
La única especie del género, Cifelliodon wahkarmoosuch, se encontró en la unidad de roca geológica llamada el Miembro Yellow Cat, miembro de la Formación Cedar Mountain, en Utah. Esta unidad de roca data de entre 130 y 124 millones de años. Se encontró junto a restos de varios dinosaurios, un gran iguanodontiano, un dromeosáurido y un ornitópodo pequeño, y partes de un cocodrilomorfo.

## Etimología
El nombre del género, Cifelliodon, significa diente de Cifelli, y honra al conocido paleontólogo mamífero, Richard Cifelli. El nombre de la especie, C. wahkarmoosuch proviene del idioma ute, y significa gato amarillo (wahkar significa amarillo y moosuch significa gato).
El holotipo de Cifelliodon wahkarmoosuch es un cráneo excepcionalmente bien conservado, ubicado en el Museo de Historia Natural de Utah. El cráneo mide 70 mm de longitud, lo que da una masa corporal estimada de 0,91 a 1,27 kg. El cráneo es ancho y superficial con un número reducido de dientes. Hay una prominente cresta sagital. Dentro del cráneo a cada lado hay dos incisivos, un canino y cuatro postcaninos, todos ellos rotos en la línea de las encías, excepto los últimos molares. Estos últimos molares aún no habían erupcionado, por lo que sus coronas intactas permitieron a los paleontólogos identificar a este mamífero.
El cráneo conservado permitió a los paleontólogos ver el tamaño del cerebro de Cifelliodon, y llegaron a la conclusión de que era un tamaño y una forma de transición entre los mamíferos protomamíferos y los mamíferos. Parece haber tenido un sentido del olfato bien desarrollado, como en la mayoría de los mamíferos en el Mesozoico.

## Filogenia
Anteriormente, los científicos habían sugerido que los mamíferos hahnodóntidos pertenecían al conocido grupo de mamíferos llamados multituberculados. Sin embargo, al examinar la anatomía de Cifelliodon, Huttenlocker et al. (2018) encontró que estaba estrechamente relacionado con Hahnodon y Vintana, y los colocó fuera de los multituberculados y fuera de los mamíferos corona. Esto hace de los hahnodóntidos un grupo de mamíferos troncales que sobrevivió  hasta fechas tardías. También sugiere que había más vínculos entre los animales tetrápodos a través de los continentes en el Cretácico. Krause et al. (2020) encontraron que Cifelliodon era un miembro basal de Allotheria, por fuera del clado que abarca a Euharamiyida y a 'Multituberculata + Gondwanatheria'. Su análisis no incluyó a Hahnodon; Vintana apareció en cambio dentro de Gondwanatheria.